# John Stuart (comte de Maida)
Pour les articles homonymes, voir John Stuart et Stuart.
Sir John Stuart (1759, province de Géorgie - 1815, Clifton), comte de Maida, est un militaire de haut rang de l'Empire britannique qui servit pendant la guerre d'indépendance des États-Unis puis pendant les guerres napoléoniennes.

## Biographie
John Stuart naît en 1759 dans la province de Géorgie, une des treize colonies britanniques qui formeront plus tard les États-Unis d'Amérique. Il est le fils du colonel John Stuart (1718-1779), surintendant d'origine écossaise du département amérindien du sud des colonies britanniques puis un des commandants des loyalistes pendant la guerre d'indépendance des États-Unis. John Stuart étudie à la Westminster School, à Londres, avant d'entrer en 1778 dans le 3e régiment des Scots Guards (unité d'élite composant la Garde royale britannique). Il retourne ensuite en Amérique où il participe à la guerre d'indépendance des États-Unis et notamment au siège de Charleston en mai 1780 puis à la bataille de Camden en août 1780, à la bataille de Guilford Court House en mars 1781 et enfin à la bataille de Yorktown de septembre à octobre 1781. Il devient ainsi lieutenant et capitaine des Scots Guards.
Dix ans plus tard, il est un des lieutenants-colonels présent dans l'armée du duc Frederick d'York, fils du roi Georges III, qui opèrent aux Provinces-Unies et dans le Nord de la France. Durant la campagne de 1793 dans le cadre de guerre la Première Coalition, il prend part au siège de Valenciennes, au siège de Dunkerque, à la bataille de Lincelles (en) et à celle de Lannoy. En 1794, à la tête d'un bataillon, il est présent au siège de Landrecies et à la bataille de Tournai. Il sert ensuite comme brigadier-général au Portugal en 1796 puis à Minorque en 1799. Il se rend ensuite à Alexandrie en 1801 où il est nommé au grade de major-général. Lors de la campagne d'Égypte, il participe au siège de la ville du Caire en juin 1801 puis au siège d'Alexandrie de août à septembre de la même année.
Deux ans plus tard, John Stuart part combattre en Italie aux côtés de James Henry Craig. Dans le cadre des guerres de la Troisième Coalition, il participe à l'invasion du royaume de Naples en 1806 qui voit s'opposer les troupes françaises, espagnoles, polonaises et suisses aux troupes britanniques, russes, siciliennes et autrichiennes. Se rendant compte de la faiblesse des troupes françaises en Calabre (une des régions du royaume de Naples), John Stuart prend la tête des troupes dans la région et commandent ainsi les 5 200 soldats britanniques et siciliens qui affrontent les troupes françaises lors de la bataille de Maida le 4 juillet 1806. Cette bataille se conclut par une victoire britannique et conduit à l'évacuation temporaire de la Calabre par les Français. Stuart en profite pour marcher sur la ville et la forteresse de Scilla, au sud de la région, avant de se rendre à Messine, en Sicile. John Stuart est alors accueilli à la cour du roi Ferdinand Ier des Deux-Siciles qui l'anoblit et lui donne le titre de comte de Maida pour le remercier de sa victoire mais il est rapidement remplacé par le général Henry Edward Fox et son second John Moore. Il reçoit également de l'Empire britannique le grade de lieutenant-général.

## Distinction
- Chevalier grand-croix de l'ordre du Bain